# Grupo de Tecnologia e Engenharia de Petróleo
O Grupo de Tecnologia e Engenharia de Petróleo (também conhecido pela abreviatura GTEP) constitui-se no braço tecnológico do Departamento de Engenharia Civil da PUC do Rio de Janeiro. O objetivo declarado deste grupo, que foi criado em 1991, é "desenvolver, adaptar e implantar tecnologia com o apoio da engenharia civil e de mecânica computacional para o aproveitamento dos recursos de óleo e gás do Brasil". O GTEP possui três laboratórios sob a sua jurisdição, estes laboratórios são: Laboratório Computacional de Engenharia de Petróleo (LCEP), Laboratório de interação Rocha-Fluido (LIRF) e Laboratório Computacional de Geociência (LCG).